# Karimatainseln
Die Karimatainseln (indonesisch Kepulauean Karimata) sind eine Inselgruppe unweit der Westküste des indonesischen Teils von Borneo und von Billiton durch die Karimata-Straße getrennt. Administrativ gehören sie zur Provinz Kalimantan Barat.
Die Gruppe besteht aus einer größeren (Karimata, 179 km²) und vielen kleineren Inseln mit zusammen 222 km² Fläche. 
Auf der Insel Karimata erheben sich zwei Bergspitzen, der so genannte stumpfe und der scharfe Pik, mit 1022 und 1034 m Höhe.